# 薄川

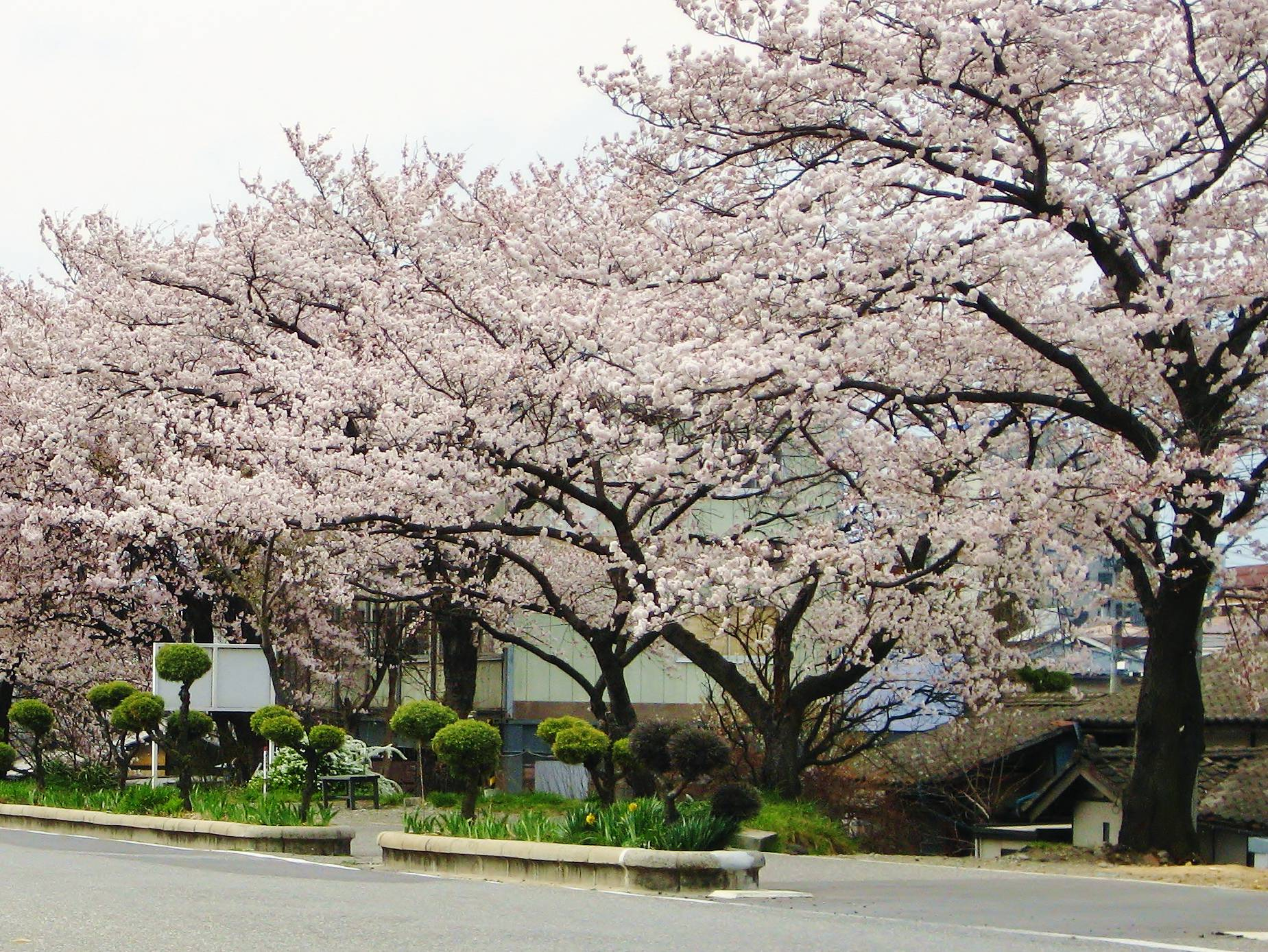
薄川堤防の桜

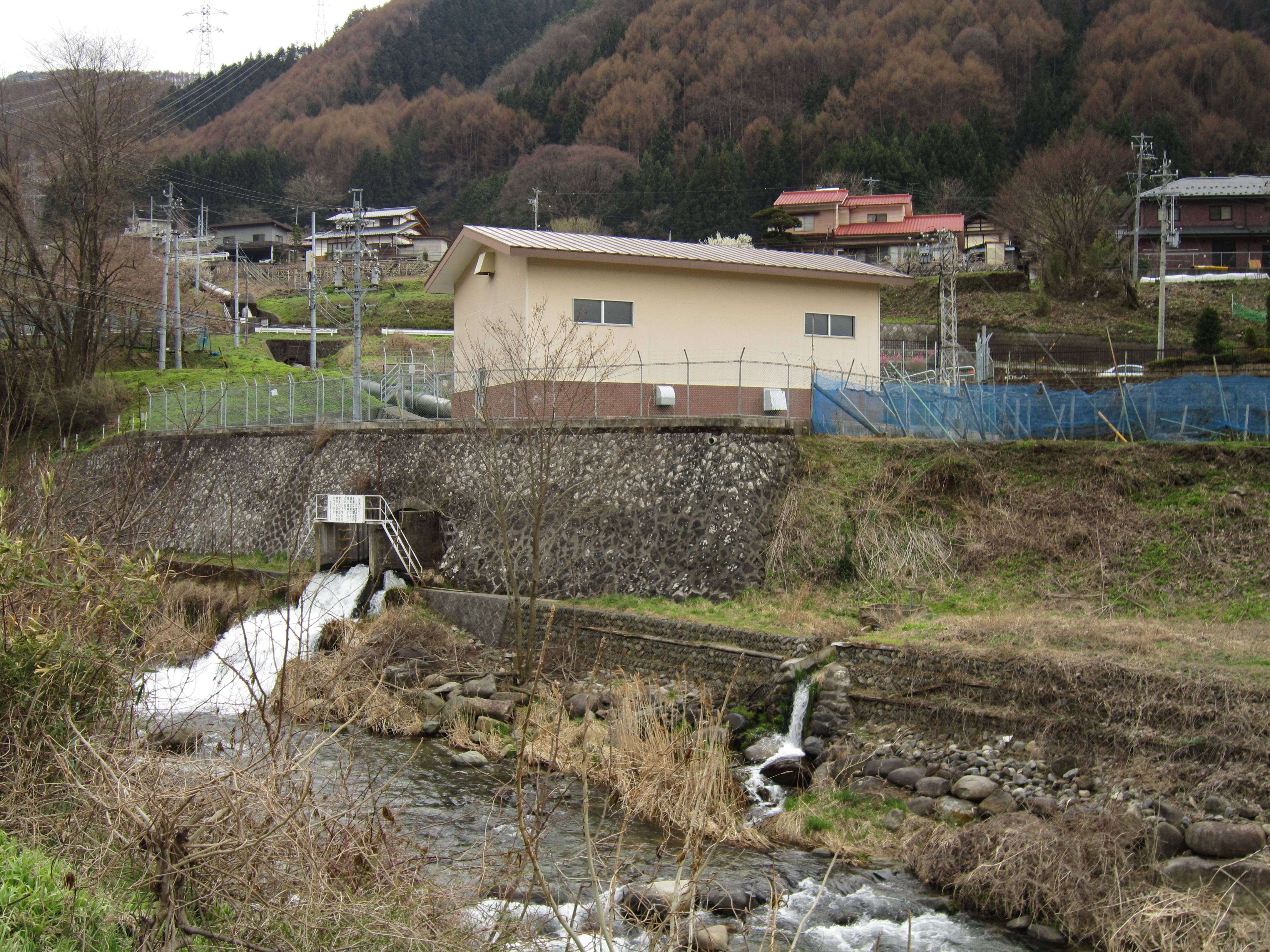
中部電力の薄川第一水力発電所

薄川（すすきがわ）は、長野県松本市を流れる信濃川水系の一級河川。江戸時代には城下町（松本町）と田園地帯を分ける役割や、松本城の外郭部分の堀のような機能を持っていた。1996年放映のフジテレビのドラマ白線流しの白線を流すシーンの舞台にもなっている。

## 流路
長野県松本市の東部の美ヶ原に源を発する。松本の市街地を通り、松本市中条で奈良井川の支流の田川に合流する。

## 地質
水源域には、基盤岩のグリーンタフメンバーの凝灰岩層、および砂岩や頁岩の層（本郷層）に、第四紀に活動した美ヶ原火山の輝石安山岩溶岩や石英閃緑岩が分布する。美ヶ原火山の溶岩被覆を除き比較的風化や浸食に弱い地質は、薄川の浸食によって膨大な砂礫を生成し、入山辺から田川合流点までに至る広大な扇状地地形を形成した。この扇状地は扇頂部にあたる標高760メートル付近から扇端部、田川合流点に当たる570メートル付近にかけてゆるやかな傾斜地を見せている。砂岩、頁岩および安山岩の礫が形成するこの扇状地は、水はけの良さから水稲の耕作を永く妨げ、代わりに葡萄や蕎麦の栽培に適した耕作条件を与えているが、今日では分水堰よって農業用水が扇状地を潤し、里山辺地区は稲作に適した生産地となっている。なお、分水された用水は長沢川を除き女鳥羽川水系に合流している。
入山辺地区の標高760メートルから下流では流入する支流河川がなく、田川合流地点まで澄んだ清流の流れを呈している。一方、扇状地の扇頂部付近などから伏流水として浸透した水は、松本市内の清水、源地地区において湧水を多数生ぜしめ、源智の井戸をはじめ古くから飲用に適した水源として利用されている。

## 歴史
古代から渡来人を中心とした氏族が流域を治めたとの伝承が残る。渡来人の末裔が扇央部にあたる地域に須々岐水神社（すすきがわじんじゃ）を祀り、流域に残る針塚古墳等を残した等、伝えられている。また律令制がしかれた時代の名残りとして、扇端部には荘園に由来する本庄、庄内（松本市の町丁）の地名が残り、水耕に適した土地を育んできたことをしのばせる。

## 治水
1969年頃から調査等準備が進められてきた大仏ダム建設計画は、2000年11月、田中康夫元県知事のもとで中止の意向が表明され今日に至る。

## 流域の祭礼等の行事
- 御船祭り - 5月の上旬、里山辺地区の各集落において催される祭礼。山車が船舶の形状をしたもので、北九州から移住した安曇族との関連が指摘されている。詳細は安曇野市の穂高神社の項目を参照。
- 薄川花火大会 - 毎年8月10日には近くの筑摩神社の奉納に合わせ花火大会が開催される。
- 道祖神祭り - 9月第4土曜日に行われる祭り。男根型をした御神体を神輿に載せて美ヶ原温泉街を練り歩くという独特の行事が伝わる。男根型の御神体は温泉街の薬師堂に保管されている。